# Opatija Kremsmünster
Opatija Kremsmünster (njem. Stift Kremsmünster) je benediktinski samostan u mjestu Kremsmünsteru, Gornja Austrija.
Opsežan i monumentalan kompleks opatije Kremsmünster, s vrijednim zgradama i umjetninama koje datiraju iz vremena njezina utemeljenja u 8. stoljeću, je uzoran primjer duhovnog, znanstvenog i kulturnog kontinuiteta jednog benediktinskog samostana. Duhovno djelovanje takvih centara, što je bilo presudno za povijest Zapada, bilo je jedinstvena obrazovna institucija. U Kremsmunteru tu funkciju sjajno odražava njegov takozvani "Matematički toranj" koji je izgrađen i uređen tako da su pojedinačni katovi posvećeni stručnim zbirkama relevantnih polja znanja.
Gospodarski prosperitet u 17. i 18. stoljeću doveo je do velikih baroknih proširenja i promjena samostanskog kompleksa, što je karakteristika mnogih sličnih objekata na jugu njemačkog govornog područja; čega je Kremsmünster posebno dobar primjer. Ugledni talijanski i lokalni arhitekti i umjetnici su zajednički stvorili neke vrlo zanimljive nove arhitektonske kreacije, kao što je arkadama uređenog baroknog ribnjaka. Bogata kolekcija knjiga, uključujući vrijedne srednjovjekovne iluminirane rukopise, kao i zbirka umjetničkog blaga koja sadrži vrhunski opus europskog zlatarstva (npr. Tassilo kalež) sačuvani su u Kremsmünsteru. Očuvanje zgrada i umjetničkih blaga je uzorito, zbog čega je Austrija nominirala opatiju Kremsmünster za upis na UNESCO-ov popis mjesta svjetske baštine u Europi još 1994. godine.

## Vanjske poveznice
- Službene stranice opatije (njem.)
- Benedictine Abbey of Kremsmünster  Arhivirana inačica izvorne stranice od 30. rujna 2007. (Wayback Machine) (engl.)